# Estela del pan
La estela del pan (en italiano, stele del pane; en véneto, stełe del pan) es una estela situada en el distrito de Cannaregio, Venecia, más concretamente en el sotoportego Falier (cruce con la calle Dolfin, en la orilla sur del Rio dei Santi Apostoli).
La estela, la última que queda en Venecia, lleva la efigie del león de la República de Venecia grabada en piedra de Istria y una proclama emitida el 27 de octubre de 1727 por el dogo Alvise III Mocenigo, en la que se prohibía el comercio del pan fuera de las tiendas autorizadas por la Serenissima, con el fin de proteger a los ciudadanos de alimentos de origen incierto o de mala calidad.

## Descripción
La estela tiene inscripciones en ambos lados.
En el anverso, visible desde los transeúntes del sotoportego, está grabada una advertencia a todos aquellos que transgredan la orden de no vender u hornear pan en otros lugares que no fueran las tiendas de los pistori (panaderos), serían sancionados con multa de 25 ducados y prisión; si los infractores eran horneros (forneri), la pena se duplicaba. Por orden del Inquisitor, el aviso debía ser impreso, publicado y tallado en mármol en los lugares de paso más concurridos. Finalmente, también se dio a conocer la posibilidad de presentar denuncias anónimas, a lo que seguirían investigaciones y juicio ordinario contra los infractores, previo dictamen del Inquisidor.
En la fachada posterior de la estela, visible por los gondoleros en el Rio dei Santi Apostoli, están grabadas las reglas para los barqueros: estaba prohibido el transporte clandestino de pan o de personas que lo llevaran consigo; de lo contrario, además de la multa de 25 ducados, el barco sería quemado y la licencia de gondolero (libertà) sería suspendida por dos años.

## Inscripción
Il Serenissiom Prencipe
fa saper
et e d'Ordine dell Illustrissimo et Eccellentissimo signor
inquisitor sopra datii.
Che alcvno cosi Hvomo come Donna non ardisca di fabricar
o far fabricar vender o far vender pane di farina di formento
in qval si sia lvoco della Città cosi Foresto come Casalino
nelle Case ne in Barche ne per le Strade alla Porta di Ghetto
Riva dell Oglio Santi Apostoli ne in altri lvoghi della Citta
in pena di Corda Preggion Galera e de Ducati vinticinque
per cadavno ogni volta che contrafacessero la metta de
quali su de Ministri che facessero le Retentioni delli Rei oltre
la meta del Pane e Ducati cinque dall Arte de Pistori ne
possino vscir di Preggione li Retenti se non haveranno vn[a]
Fede dal Gastaldo svdetto che su stata reintegrata l
Arte delli Ducati cinque esborsati e se si trovasero transgr
esori li Forneri cadino in pena dvplicata gia decretata.
Li Pvtti di eta non ottima possino esser retenti e post[i]
per Mozzi sopra le Publiche Navi e s intendano in corsi e sot
toposti a tvtte le pene sopradette qvelli che li havessero
mandati a vender detto Pane.
[S]e alcvno ardisce di temerariamente ostare alle Retentioni
e Rei o all asporto del Pane s intendi cadvto e soccombente
alle pene medesime de delinqventie possino tanto gl vni
qvanto ogn altro esser Retenti da ogni Capitanio
con li premu sopradetti.
Possino pvre esser Retenti li Magazenieri Osti e qvei delle
Camere Locande che tenessero Pan Forestier o d ogni altro
lvogo fvori da qvei Pistori che fvssero obligati a riceverlo
sempre Segnato e Marcato giusto all obligo deli [s]tessi
e non essendo con tali requesiti s intendi sempre per contra
bando e li medesimi soggieti alle sopradette pene.
Li Barcaroli che condvcessero Pane in questa Citta e'l[e]
vassero persone che ne portassero cadino nella pena de
Dvcati vinticinqve ed esserli abbrvciata la Barca e s
intendino banditi per anni dve da qvuel Traghetto in
cvi esercitassero la Liberta.
Sia il presente Proclama Stampato Pvblicato et inciso
in Marmo alla Porta del Ghetto Riva dell Oglio Santi
Apostoli San Martin et altri lvoghi piv freqventati da
Contrafacienti accio resti prestata l'intera obbedienza
[a]llo steso ne possa esser adotto pretesto d'ignoranza.
Per venire in lvme de Rei si accettaranno Denoncie secrete
e si formera Processo per via d Inqvisitione contro simili con
trafattori onde si estirpi vn disordine si pernitioso non solo
all interesse del Pvblico che a qvello del Arte di Pistori.
Dat . li 27 Ottobre 1727 .
Gio. Battista Lippomano Inqvisitor Sopra Dacii
Candido Qverini Nod. dell Inqvisit.
Adi 31 Ottobre 1727 Pvblicato sopra le Scale
di San Marco e di Rialto et altri lochi.